# Angraecum zaratananae
Angraecum zaratananae är en orkidéart som beskrevs av Rudolf Schlechter. Angraecum zaratananae ingår i släktet Angraecum och familjen orkidéer. Inga underarter finns listade i Catalogue of Life.